# Mi (lettera)
Il mi (Μ; μ) è la dodicesima lettera dell'alfabeto greco. È una consonante nasale bilabiale, diffusa come mu in ambito scientifico e tecnico. Nel sistema numerico dei greci d'età ellenistica, era il simbolo usato per il numero 40 (con un trattino in alto a destra; con un trattino in basso a sinistra, rappresentava invece il numero 40 000).
Il nome della lettera, in greco antico, era μῦ, pronunciato classicamente /myː/. La trascrizione latina my corrispondeva, in età classica, alla pronuncia greca; col tempo, però, l'Y latina fu pronunciata /i/, sicché la lettera è stata trascritta in italiano come mi.
Il mi deriva dalla lettera fenicia mēm (presente anche nelle lingue semitiche moderne, per esempio la mīm araba, م), ed è stata a sua volta ripresa dall'alfabeto etrusco e successivamente da quello latino, così come dall'alfabeto cirillico.

## Gli usi

### In matematica
- In teoria dei numeri e in combinatorica, μ indica la funzione di Moebius.

#### In statistica
- μ sta per la media aritmetica di una popolazione statistica.

### In fisica
- μ è l'abbreviazione di micro, prefisso SI che esprime il fattore un milionesimo, cioè 10−6.
- μ rappresenta il micron, vecchio nome del micrometro (10−6 m).
- μ può rappresentare il coefficiente d’attrito, la permeabilità magnetica, la mobilità, la viscosità, il potenziale chimico e la massa per unità di lunghezza.
- Il simbolo μ è anche usato per indicare i muoni.

#### In elettronica
- μ è il simbolo del guadagno della valvola termoionica.

### In medicina e biologia
- μ indica il recettore agonista biochimico della morfina e degli oppiacei in genere.
- μ simboleggia anche la velocità di crescita delle cellule.

### In linguistica
- Il Gruppo μ, in cui spiccano le figure di Francis Édeline, Jean-Marie Klinkenberg e Philippe Minguet, si è formato nel clima culturale degli anni settanta, a Liegi. Noto per l'elaborazione di un modello di retorica applicata, il gruppo s'è specializzato in ricerche interdisciplinari a metà tra l'estetica, la teoria della comunicazione linguistica e visuale e la semiotica. Tra le sue pubblicazioni, Retorica generale (Bompiani, Milano 1980) e Retorica della poesia (Mursia, Milano 1985). Di Jean-Marie Klinkenberg si veda inoltre il Précis de sémiotique générale (Seuil, Parigi 1996).